# Нендорф (Источна Фризија)
Нендорф (њем. Nenndorf) град је у њемачкој савезној држави Доња Саксонија. Једно је од 19 општинских средишта округа Витмунд. Према процјени из 2010. у граду је живјело 710 становника. Посједује регионалну шифру (AGS) 3462009.

## Географски и демографски подаци
Нендорф се налази у савезној држави Доња Саксонија у округу Витмунд. Град се налази на надморској висини од 6 метара. Површина општине износи 6,9 km². У самом граду је, према процјени из 2010. године, живјело 710 становника. Просјечна густина становништва износи 103 становника/km².